# 1199. grenadirski polk (Wehrmacht)
1199. grenadirski polk (izvirno nemško 1199. Grenadier-Regiment; kratica 1199. GR) je bil pehotni polk Heera v času druge svetovne vojne.

## Zgodovina
Polk je bil ustanovljen 22. avgusta 1944 kot sestavni del 580. ljudskogrenadirske divizije; še v času oblikovanja so polk preimenovali v 987. grenadirski polk.